# Interlachen Country Club
De Interlachen Country Club is een countryclub in de Verenigde Staten. De club werd opgericht 1909 en bevindt zich in Edina, Minnesota. De club beschikt over een 18-holes golfbanen, geopend in 1911, en werd ontworpen door de golfbaanarchitect Willie Watson. In 1919 begon architect Donald Ross de golfbaan te vernieuwen en werd geopend in 1921.

## Golftoernooien
Het eerste golftoernooi dat de club ontving was het Western Open, in 1914. De eerste major was het US Open, in 1930. De volgende grote toernooien waren onder andere het US Women’s Amateur, de Walker Cup, de Solheim Cup en het US Women's Open.
Voor het toernooi is de lengte van de baan voor de heren en de dames 6371 m met een par van 72. Voor de heren is de course rating 74,1 en de slope rating is 141.
- Western Open: 1914[4]
- US Open: 1930[4]
- US Women’s Amateur: 1935[4]
- Walker Cup: 1993[4]
- Solheim Cup: 2002[4]
- US Women's Open: 2008[4]

## Trivia
Naast een golfbaan, beschikt de club ook over een zwembad en tennisbanen.